# Syama Prasad Mookerjee
Syama Prasad Mookerjee (Shyama Prasad Mukherjee), född 6 juli 1901 i Calcutta, död 23 maj 1953 i pakistanskt häkte, var en indisk politiker och grundare av partiet Bharatiya Jana Sangh. Studier vid Calcuttauniversitetet, advokat, därefter också studier vid Lincoln's Inn i London och engelsk barrister 1927. 
1934 blev Mookerjee, som själv var son till universitetets rektor, prorektor vid sitt universitet i Calcutta, ett ämbete han behöll till 1938. Han valdes sedan till ledamot av Bengalens lagstiftande församling som representant för universitetet och som kongressman. Under andra världskriget blev Mookerjee medlem i Hindu Mahasabha, och 1944 dess president. 1948 lämnade han denna organisation.
Mookerjee blev industriminister i Jawaharlal Nehrus första regering, men han lämnade sin ministerpost i protest över avtalet med Liaqat Ali Khan 6 april 1950. Efter överläggningar med den religiöse ledaren Madhav Sadashiv Golwalkar i Rashtriya Swayamsevak Sangh grundade Mookerjee istället Bharatiya Jana Sangh 21 oktober 1951 i Delhi. Han blev själv partiets förste ledare. Vid valen till Lok Sabha samma år vann partiet 3 mandat. Mookerjee själv var en av vinnarna. 
Mookerjee bestämde sig 1953 för att "besöka" Kashmir i protest mot att provinsen delvis hölls ockuperad av Pakistan. Han greps av pakistanska myndigheter 11 maj när han passerade gränsen, och rapporterades omkommen i fångenskap 23 maj 1953.